# Васильково (Ленінградська область)
Василько́ве (рос. Васильково) — село в Кіровському районі Ленінградської області, Росія. Належить до муніципального утворення Назієвське міське поселення.

## Географія
Село розташоване в північно-східній частині району на автодорозі 41К-120, на південь від автодороги Р21 (E105) «Кола». Село знаходиться на річці Лава.